# Rakometen Klub Vardar Skopje
Pour les articles homonymes, voir Vardar Skopje.
Cet article traite de l'équipe masculine de handball. Pour l'équipe féminine, voir le ŽRK Vardar Skopje. Ne doit pas être confondu avec le Metalurg Skopje.
Maillots
Actualités
Dernière mise à jour : 11 février 2020.
Le Rakometen Klub Vardar Skopje (macédonien : Ракометен клуб Вардар Скопје) est un club macédonien de handball évoluant en première division du Championnat de la Macédoine du Nord et en Ligue SEHA. Il est créé en 1961 et est actuellement entraîné par Stevče Aluševski depuis janvier 2020.
En 2013, l'arrivée du milliardaire russe Sergueï Samsonenko, également propriétaire du club féminin du ŽRK Vardar Skopje, a permis au club de devenir l'un des meilleurs clubs européens, remportant la Ligue des champions 2016-2017, la Ligue des champions 2018-2019 et la Ligue SEHA à cinq reprises.

## Histoire

### Les débuts
Le RK Vardar Skopje, anciennement Vardar Vatrostalna Skopje, a été fondé en 1961, et devient donc la section handball du Vardar Skopje.
Le Vardar commence à prendre de l'importance vers le début des années 1990, puisqu'il joue désormais dans le Championnat de Macédoine et non plus sous l'égide de la Yougoslavie, et prend ainsi part aux nouvelles compétitions nationales, dans lesquelles il rejoint tout de suite le haut niveau.

### Les années 1990
Lors des années 1990, le Vardar Skopje était dans l'ombre du RK Pelister Bitola comme tous les autres clubs de l'époque puisque Bitola domine cette Championnat, seul le RK Borec Veles ainsi que le RK Prespa Resen parviennent à déjouer cette domination en remportant tous deux le titre en 1995 et en 1997.
Alors que sur le plan international, le club commença à évoluer en Coupe d'Europe lors de la saison 1994/1995, où il est éliminé en seizième de finale par le célèbre club catalan du BM Granollers mais avec honneur puisqu'il réussit à s'imposer à domicile, 35 à 31.
La fin de la décennie est marquée par plusieurs choses, tout d'abord par le premier sacre du Vardar, la Coupe de Macédoine remportée en 1997. Et ensuite la saison 1998/1999 s'avère incroyable puisque le Vardar réalise un superbe parcours en Coupe d'Europe où il réussit à se hisser jusqu'en demi-finale de la Coupe de coupes où il est éliminé par les Espagnols du Reale Ademar León sur un total de 47 à 64 (27-29 ; 20-35) alors qu'en championnat, le Vardar remporte son premier sacre, synonyme pour sa première participation en Ligue des champions où il sera éliminé par les Suisses du TV Suhr lors des seizièmes de finale.

### Les premiers titres
Au début de ce nouveau millénaire, le Vardar Skopje connait son épopée puisque entre 2000 et 2004, le club remporte en tout quatre titres de champion de Macédoine consécutifs ainsi que quatre Coupes de Macédoine.
Puis par la suite, ce fut soit le Vardar ou soit le Metalurg, le plus grand rival du club, qui décrocha le fameux titre de Champion ainsi que la Coupe de Macédoine. Mais c'est bien le Vardar Skopje qui est le club le plus titré de Macédoine.
On peut aussi citer que le Vardar se débrouille assez bien en Coupe d'Europe puisqu'il réalisa quelques beaux parcours.
Notamment lors de la saison 2004-2005 où le club réussit à se hisser en demi-finale de la Coupe des coupes avant de se faire éliminer par le club croate du RK Zagreb sur un total de 49 à 55 (23-21 ; 26-34).
Mais aussi lors de la saison 2005-2006 où le Vardar fut éliminé par les Roumains du Steaua Bucarest en Coupe Challenge lors des quarts de finale, des quarts réédités la saison suivante mais cette fois en Coupe des coupes où le club fut éliminé, cette fois par les Bosniens du RK Bosna Sarajevo.

### L'ère Samsonenko
En 2013, le milliardaire russe Sergueï Samsonenko décide d'investir dans la section de handball féminin puis masculin du Vardar. Il a notamment profité de la chute d'autres grand clubs européens pour se renforcer : Timour Dibirov, Alexeï Rastvortsev et Mikhaïl Tchipourine au Medvedi Tchekhov (Russie) en 2013, Raúl González Gutiérrez, ancien adjoint de Talant Dujshebaev au BM Ciudad Real, ou encore Blaženko Lacković (HSV Hambourg). Il recrute aussi à prix d'or le gardien de but espagnol d'origine yougoslave Arpad Šterbik.

#### Sur la scène nationale
Tous ces investissements portent leur fruit sur la scène nationale, d'autant plus que le principal rival, le Metarlurg doit faire face à des problèmes financiers. S'il laisse échapper le Championnat de Macédoine en 2014, il réalise les années suivantes les doublés Coupe-championnat.

#### Ligue SEHA
Depuis 2011, le Vardar joue en Ligue SEHA, une nouvelle ligue dans le but de concurrencer de prestigieux championnats tels que la Bundesliga ou encore la Liga ASOBAL.
Dans cette nouvelle compétition, on retrouve les meilleurs clubs des Balkans, soit de l'ex-Yougoslavie (Croatie, Macédoine, Bosnie-Herzégovine, Monténégro et Serbie) auxquelles s'ajoutèrent des clubs de Biélorussie et de Slovaquie. Si ces clubs ne disputent plus la saison régulière de leurs championnats respectifs, ils participent directement à la phase finale de leurs championnats pour défendre leurs titres de champions nationaux et obtenir leurs qualifications pour la Ligue SEHA.
Lors de la première édition de la compétition, le club se qualifie pour le Final Four grâce à une troisième place au cours de la saison régulière. En demi-finale, le Vardar est opposé au premier de la saison régulière, le RK Zagreb, qu'il réussit à battre 29 à 30 devant le public de Zagreb. En finale, le Vardar retrouve son plus grand rival, le Metalurg Skopje, s'impose 21 à 18 et remporte donc son premier titre dans la compétition.
La saison suivante, le club réédite sa troisième place et se qualifie pour le Final Four disputé à Skopje. Lors de ce Final Four, le Vardar se retrouve pour la deuxième fois en finale de la compétition après avoir vaincu le Metalurg 26 à 21. Mais lors de cette finale, le Vardar s'incline face au club du RK Zagreb, 25 à 24.
Lors de la troisième édition, le club termine une nouvelle fois troisième de la saison régulière et se qualifie pour le Final Four. Il retrouve à nouveau le RK Zagreb en demi-finale et s’impose sècemet sur le score de 30 à 22. Opposé en finale aux Biélorusses du HC Meshkov Brest, le Vardar remporte sa deuxième Ligue SEHA grâce à sa victoire 29 à 27.

#### En coupes d'Europe

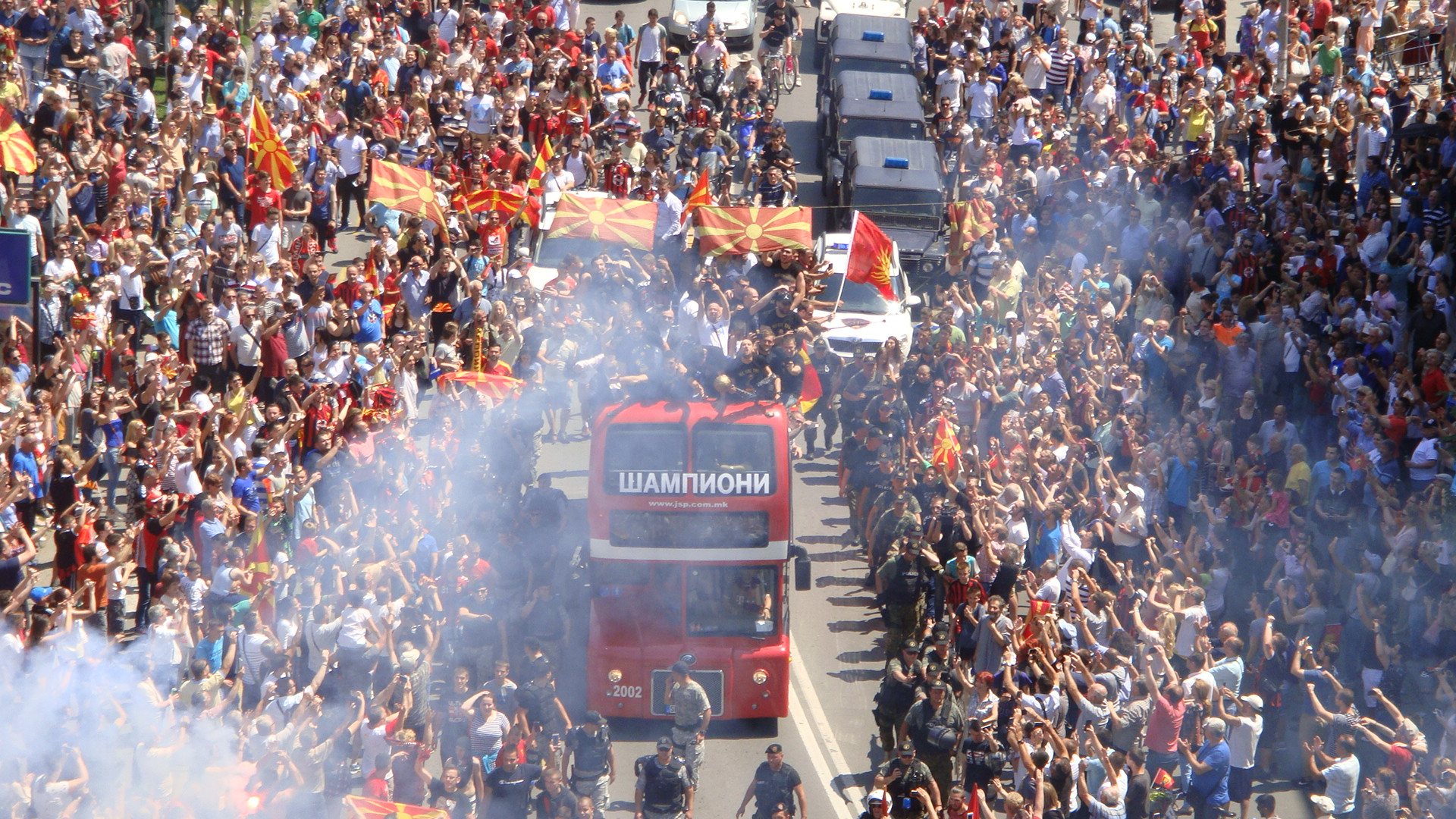
L'équipe fêtant sa victoire lors de la Ligue des champions 2016-2017 dans les rues de Skopje.

Lors de la saison 2013-2014, le Vardar atteint les quarts de finale de la Ligue des champions, éliminé par le futur vainqueur, le SG Flensburg-Handewitt sur un partage de 49 à 49 (24-22 ; 25-27), mais le Vardar se fait tout de même éliminé à cause de la règle des buts marqués à l'extérieur. Les saisons suivantes, le club est à nouveau éliminé en quart de finale, 51-55 face au KS Kielce en 2015 puis 56-59 face au Veszprém KSE en 2016.
Puis, en 2017, le Vardar s'impose cette fois face au SG Flensburg-Handewitt en quart de finale et arrive enfin à atteindre le Final Four de la compétition. Et cette première participation est une réussite puisqu'après avoir éliminé le FC Barcelone en demi-finale (26-25), le Vardar parvient à contenir le Paris Saint-Germain, plus gros budget d'Europe, et remporte son premier titre dans la compétition.
En juin 2022, après une période de près de deux ans au cours de laquelle l'EHF a tenté de résoudre le problème du non-paiement des joueurs sous contrat par le club, l'EHF décide de sanctionner le club en l'excluant des compétitions européennes en 2022-2023

## Palmarès
Le tableau suivant récapitule les performances du RK Vardar Skopje dans les diverses compétitions macédoniennes et européennes.
| Compétitions internationales | Compétitions nationales |
| - Ligue des champions (2) : 2017, 2019 - Ligue SEHA (5) : 2012, 2014, 2017, 2018, 2019 - Finaliste en 2013, 2016 et 2020 - Coupe des coupes : - Demi-finaliste en 1999, 2005 et 2011 | - Championnat de Macédoine du Nord (15): 1999, 2001, 2002, 2003, 2004, 2007, 2009, 2013, 2015, 2016, 2017, 2018, 2019, 2021, 2022 - Coupe de Macédoine du Nord (15) : 1997, 2000, 2001, 2003, 2004, 2007, 2008, 2012, 2014, 2015, 2016, 2017, 2018, 2021, 2022 |

## Effectifs

### Effectif actuel
| Arrivées 2021 - Martin Tomovski (GB), en provenance du Die Eulen Ludwigshafen - Jan Czuwara (ALG), en provenance du NMC Górnik Zabrze - Ante Kuduz (ARGG), en provenance du Dinamo Bucarest - Eduardo Gurbindo (ARD), en provenance du HBC Nantes - Darko Đukić (ALD), en provenance du Sporting CP - Jérémy Toto (P), en provenance du Wisła Płock | Départs 2021 - Marko Kizikj (GB), vers le RK Eurofarm Pelister - Robin Cantegrel (GB), vers le Fenix Toulouse - Christian Dissinger (ARG), vers le Dinamo Bucarest - Lovro Jotić (DC), vers le SC DHfK Leipzig - Ivan Čupić (ALD), vers le RK Zagreb - Gleb Kalarash (P), vers le ? |

### Effectif vainqueur de la Ligue des champions 2016-2017
Effectif vainqueur de la Ligue des champions 2016-2017 :
- Ilija Abutović
- Petar Angelov
- Vuko Borozan
- Joan Cañellas
- Daniel Chichkarev
- Luka Cindrić
- Ivan Čupić
- Alexandre Dereven
- Timour Dibirov
- Alex Dujshebaev
- Igor Karačić
- Jorge Maqueda
- Mijajlo Marsenić
- Strahinja Milić
- Rogério Moraes Ferreira
- Vlado Nedanovski
- Stojanče Stoilov
- Arpad Šterbik

Entraineur
- Raúl González Gutiérrez

### Effectif vainqueur de la Ligue des champions 2018-2019
Effectif vainqueur de la Ligue des champions 2018-2019 :
- Vuko Borozan
- Daniel Chichkarev
- Ivan Čupić
- Christian Dissinger
- Timour Dibirov
- Khalifa Ghedbane
- Sergueï Gorbok
- Gleb Kalarash
- Igor Karačić
- Dmitri Kisselev
- Dainis Krištopāns
- Rogério Moraes Ferreira
- Dejan Milosavljev
- Vlado Nedanovski
- Martin Popovski
- Staš Skube
- Stojanče Stoilov
- Janja Vojvodić

Entraineur
- Roberto García Parrondo

## Personnalités liées au club

### Distinctions en Ligue des champions
Plusieurs personnalités du club ont été distinguées en Ligue des champions :
| Saison    | Personnalité            | Distinction             |
| --------- | ----------------------- | ----------------------- |
| 2013-2014 | Timour Dibirov          | meilleur ailier gauche  |
| 2014-2015 | Alex Dujshebaev         | meilleur espoir         |
| 2016-2017 | Alex Dujshebaev         | meilleur arrière droit  |
| 2016-2017 | Raúl González Gutiérrez | meilleur entraîneur     |
| 2016-2017 | Arpad Šterbik           | MVP du Final Four       |
| 2017-2018 | Arpad Šterbik           | meilleur gardien de but |
| 2018-2019 | Dejan Milosavljev       | meilleur gardien de but |
| 2018-2019 | Ivan Čupić              | meilleur ailier droit   |
| 2018-2019 | Dainis Krištopāns       | meilleur arrière droit  |
| 2018-2019 | Timour Dibirov          | meilleur ailier gauche  |
| 2018-2019 | Roberto García Parrondo | meilleur entraîneur     |
| 2018-2019 | Igor Karačić            | MVP du Final Four       |

### Entraîneurs
- Josif Petković : de 2001 à 2003
- Dragan Đukić : de 2003 à 2005
- / Veselin Vujović : de 2006 à janvier 2010 et d'avril 2011 à 2013
- / Zoran Kastratović : de juillet à octobre 2013
- Andon Boškovski (en) : de 2013 à janvier 2014
- Raúl González Gutiérrez : de janvier 2014 à 2018
- Roberto García Parrondo : de 2018 à 2019
- David Pisonero : de juillet à octobre 2019
- Édouard Kokcharov : d'octobre à décembre 2019
- Stevče Aluševski : depuis janvier 2020

### Joueurs célèbres
- Stevče Aluševski (en)
- Petar Angelov
- Vuko Borozan
- Danilo Brestovac
- Robin Cantegrel
- Daniel Chichkarev
- Luka Cindrić
- Ivan Čupić
- Timour Dibirov
- Christian Dissinger
- Alex Dujshebaev
- Sergueï Gorbok
- Igor Karačić
- Dainis Krištopāns
- Blaženko Lacković
- Filip Lazarov (en)
- Pepi Manaskov
- Jorge Maqueda
- Naumče Mojsovski
- Zlatko Mojsoski
- Rogério Moraes Ferreira
- Kévynn Nyokas (2021-2022)
- Olivier Nyokas (2021-2022)
- Nemanja Pribak
- Rajko Prodanović
- Alexeï Rastvortsev
- Borko Ristovski
- Staš Skube
- Stojanče Stoilov
- / Arpad Šterbik
- Aleksandar Stojanović
- Mikhaïl Tchipourine
- Alem Toskić
- Jérémy Toto (2021-2022)

## Rivalités
- Metalurg Skopje est le grand rival par excellence du Vardar, du fait que les deux clubs sont situés tous deux à Skopje mais qu'à eux deux, ils représentent l'élite de handball macédonien. Les affrontements entre les deux clubs, donnent lieu à des rencontres très tendues à la limite du débordement.
- RK Tinex Prolet Skopje est un autre club de Skopje, les rencontres sont dénommées comme avec le Metalurg de derby.

## Infrastructure
Le club évolue au Centre sportif Yané Sandanski, dont la capacité est de 7 500 places, la salle de sport est également le lieu où évolue le ŽRK Vardar Skopje.